# 何珊
何珊（1470年—？），字廷佩，號梅莊，湖廣荊州府公安縣人，軍籍，明朝政治人物、進士出身。

## 生平
弘治五年（1492年）壬子科湖廣鄉試第七名，后參加會試第一百名。弘治六年，登進士第二甲第四十四名，擔任官重慶知府，因平定四川藍廷瑞、鄢本怒等之亂，正德五年（1510年）九月升四川按察司副使，再平江津贼方四、陳二等之功，论功八年正月升四川右參政，九年正月升四川按察使，録松潘平賊功，十一年正月升俸一级，六月升廣西左布政使，加正二品服俸，十四年五月乞致仕歸。

## 家族
曾祖父何安壽；祖父何潤；父親何皞，曾任睢寧知縣。母陳氏。永感下。兄何璽；何璁；何瑢（貢士）。